# واترپلو در المپیک تابستانی ۱۹۸۴
واترپلو در بازی‌های المپیک تابستانی ۱۹۸۴ نام رویداد ورزش واترپلو در بازی‌های المپیک تابستانی بود که در سال ۱۹۸۴ برگزار شد.